# تشارلز ك. كرايغ
تشارلز ك. كرايغ (بالإنجليزية: Charles C. Craig)‏ هو قاضي وسياسي أمريكي، ولد في 16 يونيو 1865، وتوفي في 25 أغسطس 1944. انتخب عضو مجلس نواب إلينوي.